# محارة جناحية
المحارة الجناحية (الاسم العلمي: Pteria) هي جنس من الحيوانات تتبع فصيلة المحارات الجناحية من رتبة المحاريات الجناحية وأشباهها.

## أنواع المحارة الجناحية
- محارة جناحية أطلسية
- محارة جناحية باسيفيكية
- محارة جناحية بنية
- محارة جناحية جميلة
- محارة جناحية حرشفية
- محارة جناحية زجاجية
- محارة جناحية طيرية
- محارة جناحية عريضة
- محارة جناحية فنزويلية
- محارة جناحية قشية
- محارة جناحية مثلثة
- محارة جناحية مصرية
- محارة جناحية غزيرة الألياف